# Literárny týždenník
Literárny týždenník – słowacki tygodnik kulturalno-społeczny. Został założony w 1988 roku jako czasopismo Związku Pisarzy Słowackich (Zväz slovenských spisovateľov).
Jego pierwszym redaktorem naczelnym i założycielem był literaturoznawca i tłumacz Vincent Šabík. Czasopismo powstało z inicjatywy ówczesnego ministra kultury Słowackiej Republiki Socjalistycznej i poety Miroslava Válka.
Wydawcą periodyku jest Kultúrno-literárna akadémia, n. o.